# Niederdeutsche Bewegung
| Deutsches Sprachgebiet um 1900 (nach Peter Wiesinger und König) mit den folgenden dialektalen Großgruppen: Niederfränkisch 1. Niederrheinisch Friesisch 2. Saterfriesisch 3. Nordfriesisch Niederdeutsch 4. Westfälisch 5. Nordniedersächsisch 6. Ostfälisch 7. Mecklenburgisch-Vorpommersch 8. Brandenburgisch 9. Mittelpommersch 10. Ostpommersch 11. Niederpreußisch Mitteldeutsch 12. Ripuarisch 13. Luxemburgisch 14. Moselfränkisch 15. Rheinfränkisch 16. Zentralhessisch 17. Nordhessisch 18. Osthessisch 19. Thüringisch 20. Nordobersächsisch 21. Südmärkisch 22. Obersächsisch 23. Schlesisch 24. Hochpreußisch Oberdeutsch 25. Oberfränkisch 26. Nordbairisch 27. Zentralbairisch 28. Südbairisch 29. Schwäbisch 30. Niederalemannisch 31. Mittelalemannisch 32. Hochalemannisch 33. Höchstalemannisch Deutsche Sprachinseln in fremdsprachigem Gebiet |

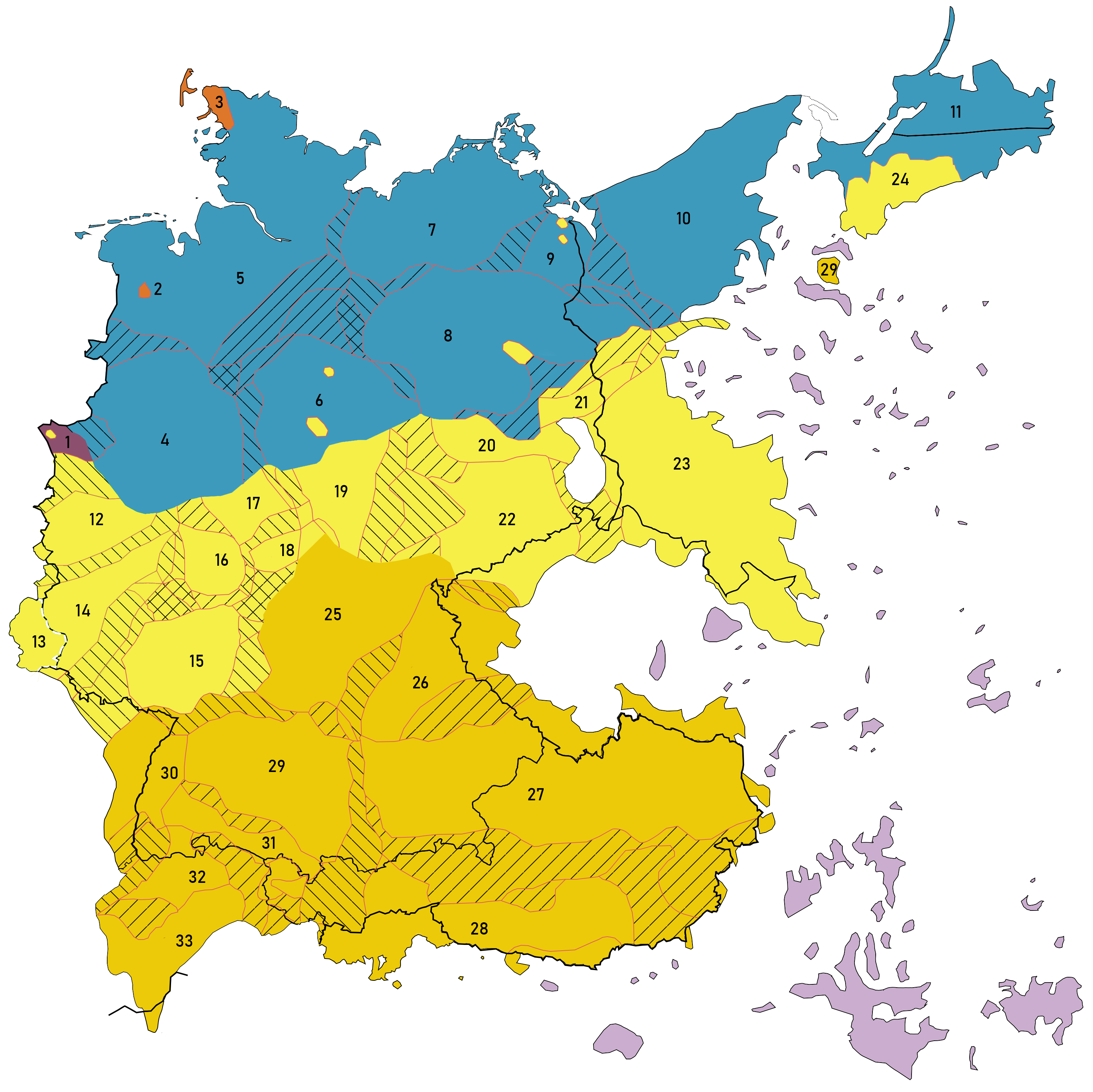

Die niederdeutsche oder auch plattdeutsche Bewegung konturierte sich nach der deutschen Reichsgründung 1871 als Teil einer breiten Such- und Sammelbewegung, deren weltanschauliche Gemeinsamkeit in ihren völkischen und antisemitischen Überzeugungen lag. In dieser Weise wird sie heute als regionaler Wegbereiter des Nationalsozialismus betrachtet. Zudem stellte diese Bewegung den „sprachorientierten“ Flügel der völkischen Bewegung dar.

## Geschichte
Die Niederdeutsche Bewegung, ein sprachlich-kulturell agierendes Netzwerk aus Verbänden, Bühnen und Verlagen sowie Autorenzirkeln, Lehrergruppen und Meinungsführern mit politischem Selbstverständnis, konstituierte sich um die Mitte des 19. Jahrhunderts. Ausgangspunkt und späterer räumlicher Schwerpunkt war naturgemäß der norddeutsche Raum, auch wenn es reichsweit Niederlassungen gab. Identitätsstiftend, nämlich im Sinne einer zurückblickenden regionalen Gegenbewegung zur Moderne wirkte seit der zweiten Hälfte des 19. Jahrhunderts die Entscheidung von Schriftstellern wie Klaus Groth, Fritz Reuter und John Brinckman, ihre plattdeutsche Dialektvarietät zu verschriftlichen. Groth war auch als Sprachtheoretiker einflussreich. Er sieht Volks- und Sprachgemeinschaft als Einheit, Plattdeutsch sei als organischer Naturkörper idealer Ausdruck des „Volksgeistes“.
Sprache und Sprechergemeinschaft wurden mit dieser Denkfigur naturalisiert. Groths Ziel war es, mit der Verschriftung des Plattdeutschen dessen dialektalen Status in einen Anspruch auf das Besondere umzuwandeln. Als organischer Naturkörper sei die Sprache der hochdeutschen Sprache mindestens ebenbürtig. Diese vom Historismus bestimmte Vorstellung hat sich im letzten Drittel des 19. Jahrhunderts sowohl in der Philologie als auch in der Ethnologie durchgesetzt. „Niederdeutsch“ wurde dabei nicht als Kommunikationsmedium angesehen. Für Vordenker und Akteure der Niederdeutschen Bewegung wie beispielsweise Julius Langbehn, Adolf Bartels, Hans Friedrich Blunck sowie Moritz Jahn markierte Niederdeutschtum eine volkhaft-vorbildliche „nordische“ Existenzweise, die entsprechend jeweiliger Zeitschichten als rassebasiertes Konzept sowohl der Homogenisierung als auch der Ausgrenzung weiter entwickelt wurde.
Als rassisches Klassifikationselement beinhaltete „niederdeutsch“ durchgängig drei symbolische Merkmale: die arische Abstammung der Sprecher, die Idealisierung des Dialekts als alte germanische Sprache sowie deren Stilisierung als Ausdruck einer besonderen Kulturform. Mit diesen weltanschaulichen Grundsätzen positionierte sich die Niederdeutsche Bewegung in der ersten Hälfte des 20. Jahrhunderts als Segment der völkischen Bewegung, eine „breit aufgestellte Such- und Sammelbewegung, deren ideologische Achse ein völkisch-nationaler Antisemitismus bildete.“ Mit dem Ersten Weltkrieg war völkisch-nationales Denken zum Allgemeingut geworden. Zwar gab die Bewegung sich „einen unpolitischen Anstrich“, trat aber in den 1920er Jahren mit einem politischen Selbstverständnis auf, das sich gegen die junge demokratische Staatsform richtete.
In der Weimarer Republik ideologisierte und politisierte sich die Bewegung entscheidend, gegen Ende der 1920er Jahre erlebte sie ihren Scheitelpunkt. Ein besonders enges Verhältnis unterhielt die Niederdeutsche Bewegung zur Flämischen Bewegung („Vlaamse Beweging“) in Belgien, wo die Niederdeutsche Bewegung Kontakte unterhielt zur „Aldietse Beweging“, die sie als völkische Schwesternorganisation betrachtete.
Über 1945 hinaus hat die Niederdeutsche Bewegung am „Mythos der Einheit des … Niederdeutschen“ festgehalten, während die lokalen und regionalen Varietäten immer stärker von „Dialektverfall und Dialektverlust“ geprägt waren. Die wichtigste Handlungsachse der Niederdeutschen Bewegung in der Gegenwart besteht in der Umsetzung der sprachenpolitischen Zuschreibung, dass die plattdeutschen Varietäten ihrem Status nach eine identitätsproduktive Regionalsprache sind. Damit setzt sich ein tragendes Element des Wertesystems der Bewegung bis heute hin fort, die Vorstellung, es gäbe in Norddeutschland einen niederdeutsch geprägten, einheitlichen Kulturraum.

## Heutige Rezeption
Historiker wie Uwe Puschner und Jenni Boie rechnen die Niederdeutsche Bewegung der völkischen Bewegung zu.
Claus Schuppenhauer, von 1974 bis 2003 Geschäftsführer des Instituts für niederdeutsche Sprache in Bremen, sieht in ihr einen Wegbereiter des Nationalsozialismus. Sie habe „sich vor und nach 1900 in dauernder, oft auch personeller Verbindung zu dem weltanschaulich-politischen Lager entwickelt, das auf eine völkisch-konservative Revolution in Deutschland hinarbeitete, mit der Heimatkunstbewegung, der Heimatschutz- bzw. Heimatbewegung, den antimodernistischen Kulturkritikern und Literaten, die auf einen ‚Aufstand der Provinz‘ gegen Berlin hinauswollten usw.“ So habe sie „zu den historischen Strömungen beigetragen, auf denen später die Nationalsozialisten fußten.“
Ulf-Thomas Lesle, ebenfalls langjähriger Geschäftsführer des Instituts für niederdeutsche Sprache in Bremen, wendet sich der Rolle des Bildungsbürgertums als sozialem Träger der Niederdeutschen Bewegung zu. Der niederdeutsche Dialekt sei in Norddeutschland „vom mittelständischen Bildungsbürgertum just zu dem Zeitpunkt ‚entdeckt‘“ worden, „als es sich anschickte, mit 'völkischen' Konzepten einer angeblichen Bedrohung durch das Proletariat entgegenzutreten, zugleich aber auch danach trachtete, sich selbst in der sehnlichst erwünschten Weltmachtstellung des Deutschen Reiches den eigenen Status zu sichern.“ In dieser ideologischen Gemengelage enthülle sich die vorgeblich unpolitische bildungsbürgerliche Begeisterung für die „Volkssprache“ als gezielter Versuch, „einen Beitrag zur ‚völkischen‘ Sinnstiftung leisten zu wollen.“
Die Rolle im Nationalsozialismus fasst er so zusammen: „plattdeutsche Mundartliteratur ist im Nationalsozialismus nicht etwa mißbraucht worden – wie es heute immer noch oder auch schon wieder manche glauben machen wollen –, sie wurde lediglich auf ihren genauen Begriff gebracht.“ Ein zentrales Ziel sei es gewesen, publizistisch und medial einen als „menschlich-ursprünglich“ betrachteten „Kulturraum“ als Ort antimoderner Lebensformen und zugleich als „exklusives Symbol arischer Volksgemeinschaft“ zu markieren.
Ein wichtiger institutioneller Träger der Niederdeutschen Bewegung war die Fehrs-Gilde, die sich in Distanz zu ihrem früheren Selbstverständnis in ihrer jüngsten Geschichte nur noch als Zusammenschluss für niederdeutsche Sprachpflege, Literatur und Sprachpolitik und nicht mehr als Träger einer politischen Bewegung sieht.
Seit den 1990er Jahren hat sich die europäische Regionalpolitik deutlich verändert: Im Rahmen der Sprachencharta des Europarats stehen die plattdeutschen Varietäten seit 1999 als Regionalsprache unter dem Schutz dieses Kollektivrechts. Herkunft und Heimatkultur sind dadurch im Sinne des Volksgruppenrechts ethnisiert worden. Aus diesem Prozess ist die Niederdeutsche Bewegung, deren Meinungsführer diesen Begriff heute wegen seiner Konnotation als Selbstkennzeichnung ablehnen, als ein politisch aktives Netzwerk, das die Interessen einer besonderen Regionalkultur offensiv vertritt, gestärkt hervorgegangen. Die Akteure kommunizieren ihre sprach- und identitätspolitischen Ziele vor allem in den neuen Medien. Lesle, der die Denk- und Verhaltensstrukturen der historischen Niederdeutschen Bewegung mehrfach beschrieben hat, weist darauf hin, dass von der Politik geförderte Maßnahmen wie z. B. Normierung, Spracherwerb und -ausbau der Varietäten „vielfach jenen sprachideologischen Positionen“ gleichen, die die völkischen „Akteure der niederdeutschen Bewegung in den letzten einhundert Jahren immer wieder vertreten haben“. Andererseits sehen Vertreter wie Reinhard Goltz, der Lesle als Vorsitzender des Instituts für niederdeutsche Sprache folgte, in der aktuellen Praxis innerhalb der niederdeutschen Sprachpolitik für ethnisch oder nationalistisch orientierte ideologische Ansätze.